# Кекертарсуак
Кекертарсуак ([qeqeʁtɑʁsuɑq]) - порт і місто в муніципалітеті Кекерталік, розташоване на південному узбережжі острова Діско на західному узбережжі Гренландії . Засноване в 1773 році, в місті зараз є Копенгагенський університет, відомий як Арктична станція . Qeqertarsuaq є гренландський назва острова Disko і в даний час також використовується для ряду інших островів в Гренландії, в тому числі раніше відомий як Upernavik і острова Герберт . Qeqertarsuaq означає  "великий острів '' у Калааллісуті ( дан. den store ø   ).
У 2020 році в місті проживало 839 жителів.  Решта населення острова (менше 50 осіб) живе в поселенні Кангерлук, за кілька годин на човні на північний захід

## Географія
Загальна площа острова Діско та його супутникових островів (головним чином острова Qeqertarsuatsiaq 11 км (7 миля) північний захід від північного узбережжя та Кекертак на південно-західному узбережжі в гирлі Діско-фіорду) становить 9700км2. Долина Блеседален знаходиться на північ від міста.
Кангерлук - це місце, де дослідники знайшли в 1999 році льодовик, що скаче, який рухається до 100 метрів на день.

## Історія

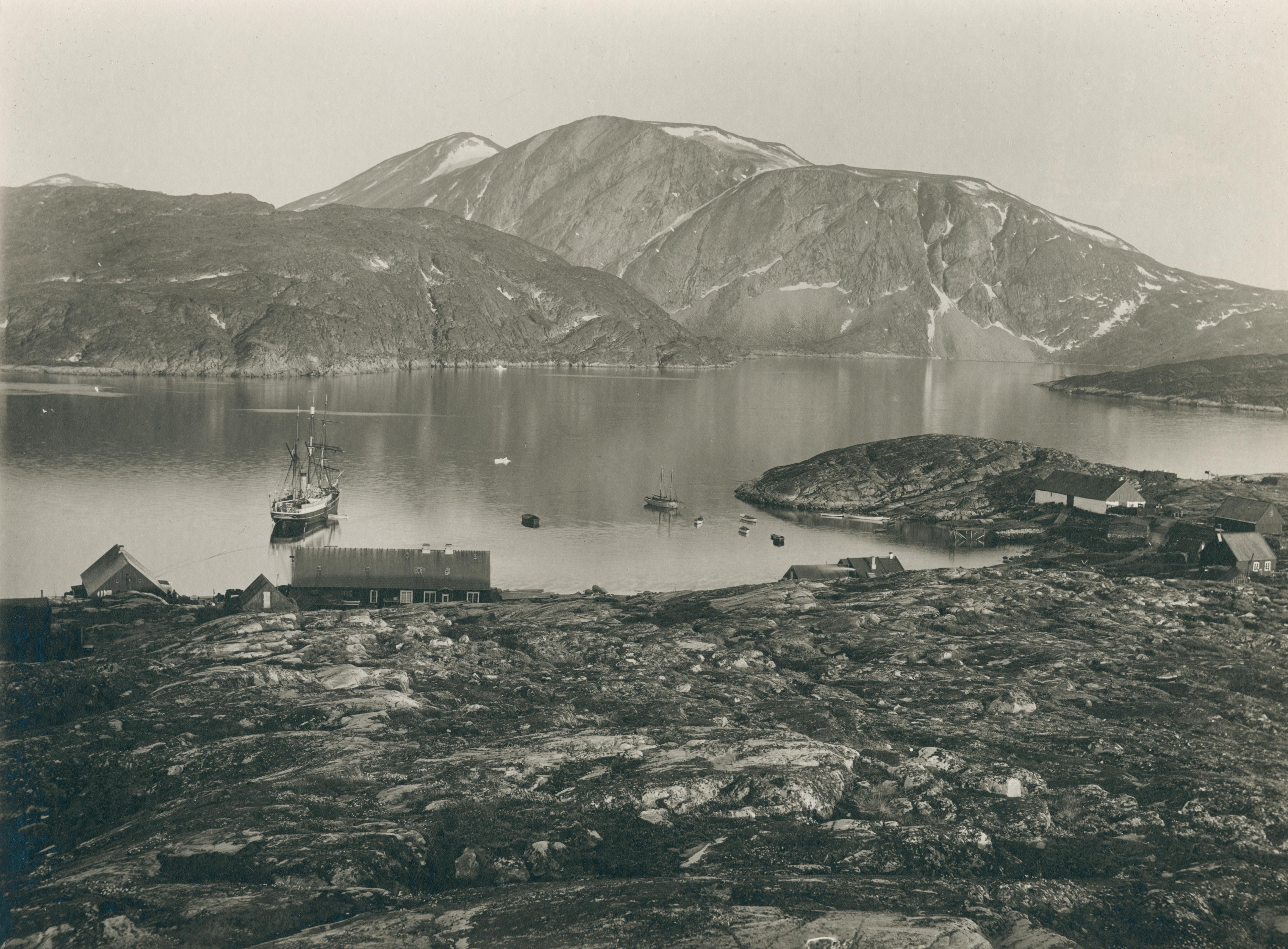
Qeqertarsuaq (близько 1900)

Сліди поселення між п’ятьма та шістьма тисячами років тому були знайдені в Кекертарсуаку. Поселенцями були палеоескімоси, що блукали на південь.
Протягом 18 століття перші китобійники приїхали до Кекертарсуака, де знайшли відповідний причал. Місто було засноване як Годгавн  Свендом Сандгріном у 1773 році. Ім’я іноді англіцизували як Гутафен  а поселення також було відоме як Лівелі  або Лейфлай .  Це послужило найпівнічнішим пунктом у забезпеченні захисту данських прав на китобійний промисел у регіоні. Китобійний промисел мав велике значення для міста протягом останніх двох століть. Мисливство та риболовля все ще є основними заняттями для жителів острова.
Годхавн поділив адміністрацію Гренландії з Годтабом (сучасний Нуук ). Годхавн служив столицею Північної Гренландії, тоді як Годтаб керував Південною Гренландією . У 1862 р. Було прийнято новий закон про муніципалітети, і в Гренландії були введені так звані "Настанови". Першочерговим завданням Настанов було управління засобами, виділеними на соціальні цілі: підтримка вдів, сиріт та інших людей, які цього потребують. Настанови також функціонували як нижчі суди у справах про крадіжки та інші дрібні злочини. Настанови також брали активну участь у боротьбі з поширенням чуми . У Годгавні вони заснували школу байдарки для хлопчиків та швейну школу для дівчат.
Ради Північної та Південної Гренландії були скликані на засідання в Годгавні 3 травня 1940 року. Після цієї зустрічі адміністрація всього острова була зосереджена в Годтаві. Головне адміністративне управління було ліквідовано в 1950 році при створенні Національної ради Гренландії . З закінченням державних посад у місті місцева економіка зосереджувалась більше на мисливстві та риболовлі.
1 січня 2009 року колишній муніципалітет Qeqertarsuaq був об’єднаний з новим муніципалітетом Qaasuitsup . Це, у свою чергу, було розділено 1 січня 2018 року, тоді Qeqertarsuaq став частиною нового муніципалітету Qeqertalik .

## Туризм
Багато рівнинних базальтових гір на острові Діско вкриті вічним снігом. Найбільша називається Сермерсуак («Великий льодовик»). Сермерсуак розташований досить далеко від узбережжя, і влітку до нього важко дістатися. Lyngmarksbræen ("льодовик Lyngmark") набагато менший, охоплюючи лише близько 10 км, але до нього легше дістатися, лише за кілька годин пішки. З боку Lyngmarksfjeld панорамний вид на затоку Диско дозволяє глядачам побачити айсберги в Ілуліссаті майже на 100 кілометрів від Lyngmarksfjeld .
У Qeqertarsuaq є пункт прокату собачих санок.

## Транспорт

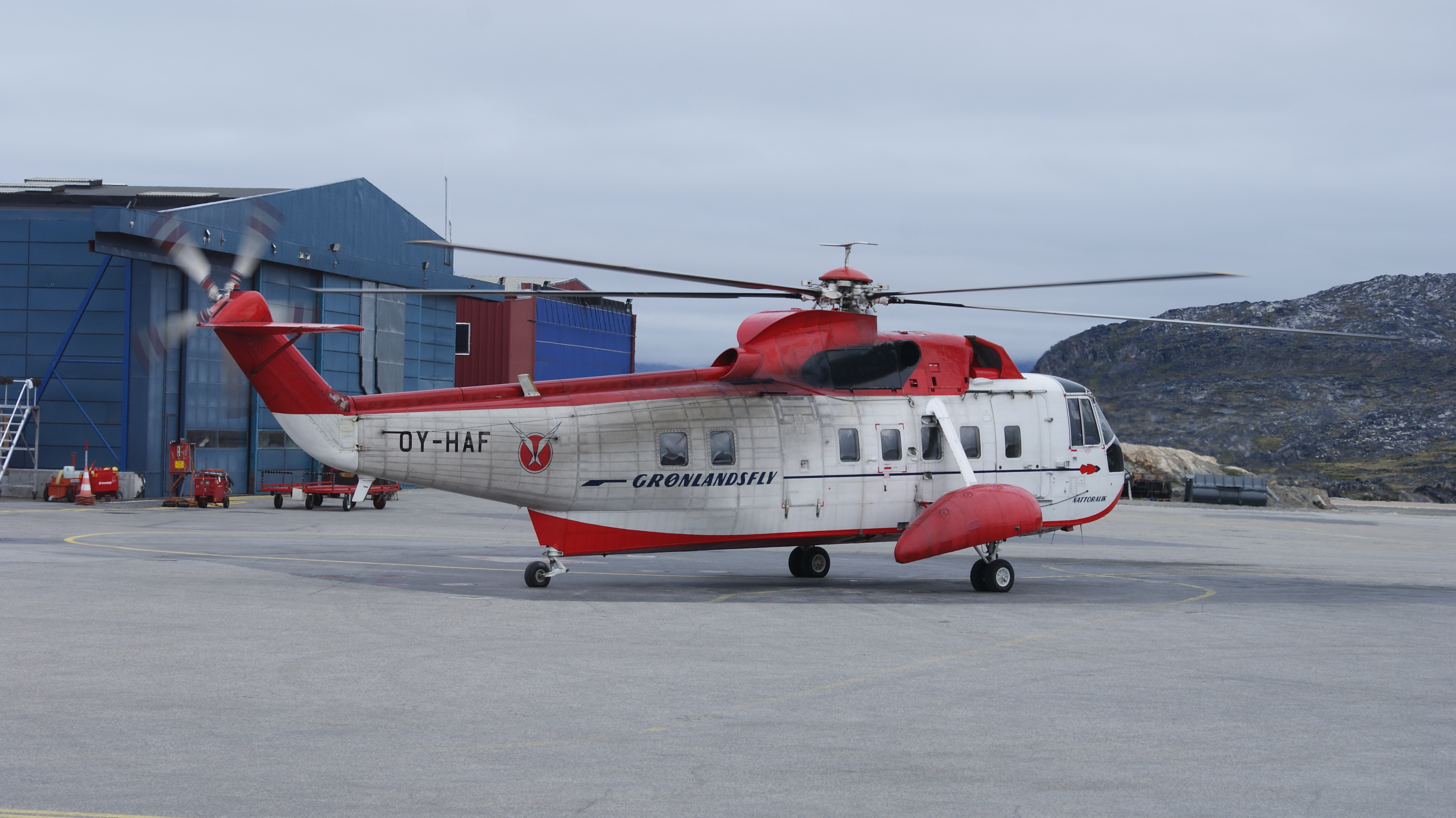
Вертоліт Qeqertarsuaq обслуговується взимку вертольотом Sikorsky S-61N, який видно тут на асфальтовій дорозі в аеропорту Ілуліссат.

Взимку Air Greenland здійснює авіасполучення з вертодрому Qeqertarsuaq до Ілуліссата, Касігіанґуїта та Аасіаата . 
Коли води затоки Діско є судноплавними влітку та восени, вертодром закритий, а зв'язок між населеними пунктами здійснюється лише морем через Дісколайн .  Пором пов'язує Qeqertarsuaq з Ілуліссатом, Aasiaat, Qasigiannguit та Kitsissuarsuit .

## Помітні нинішні / колишні мешканці
- Расмус Лердорф, творець мови комп'ютерного програмування PHP, народився в місті Qeqertarsuaq. [5]

## Населення
Маючи 839 жителів у 2020 році, Qeqertarsuaq був найменшим містом у тодішньому муніципалітеті Каасуіцуп.  Населення зменшилось більш ніж на 22% порівняно з  1990 роком та майже на 15% порівняно з  2000 роком. 

## Міста-побратими
- Húsavík, Iceland

## Зовнішні посилання
- greenland.com Карта району Кекертарсуак